# Литвиновичи (Сумская область)
Литвиновичи (укр. Литвиновичі) — село,
Литвиновичский сельский совет,
Конотопский район,
Сумская область,
Украина.
Код КОАТУУ — 5922685501. Население по переписи 2001 года составляло 652 человека .
Является административным центром Литвиновичского сельского совета, в который, кроме того, входят сёла
Антоновка и
Воргол.

## Географическое положение
Село Литвиновичи находится на правом берегу реки Клевень в месте впадения в неё реки Стрижень,
выше по течению на расстоянии в 3 км расположено село Антоновка,
ниже по течению на расстоянии в 4 км расположено село Камень,
выше по течению реки Стрижень на расстоянии в 1,5 км расположено село Воргол.
Вокруг села проведено много ирригационных каналов.
Рядом проходит автомобильная дорога Т-1911.

## История
- Село Литвиновичи известно со второй половины XVI века.
- Поблизости Литвиновичи обнаружено поселение времени неолита, городище и поселение скифских времен, поселения и могильники северян (VIII-X вв), древнерусское городище, которое является остатками разрушенного татарами летописного города Воргол.

## Экономика
- Молочно-товарная ферма.
- ООО «Весна».
- «Коваленко», ЧП.

## Объекты социальной сферы
- Школа.

## Религия
- Церковь святых Петра и Павла.